# Porfirij (patriarcha srbský)
Porfirij (světským jménem: Prvoslav Perič; * 22. července 1961 Bečej) je biskup srbské pravoslavné církve a patriarcha srbský.

## Život

### Raná léta
Narodil se 22. července 1961 ve městě Bečej v rodině Radivoje a Radojky, kteří po druhé světové válce přišli do města z vesnice poblíž města Derventa v Bosně a Hercegovině. Byl prvním dítětem v rodině a byl pokřtěn se jménem Prvoslav.
Základní školu navštěvoval v Čurugu a poté v letech 1976-1979 absolvoval dvě vyšší třídy střední školy ve městě Žabalj a poté gymnázium v Novém Sadu.
Dne 11. dubna 1986 byl v monastýru Visoki Dečani na Tomášovu neděli svým duchovním učitelem jeromonachem Irinejem (Bulovičem) postřižen na monacha se jménem Porfirij. Dne 23. června téhož roku byl v monastýru Svaté Trojice ve vesnici Mušutiště (Kosovo a Metochie) biskupem rašským a prizrenským Pavlem (Stojčevičem) rukopoložen na jerodiákona.
Roku 1987 dokončil studium na fakultě pravoslavné teologie Bělehradské univerzity. V letech 1987-1990 byl studentem postgraduálního studia na Teologickém institutu Athénské univerzity.

### Igumen Koviljského monastýru
Roku 1990 s požehnáním biskupa bačského Irineje (Buloviče) se vrátil do Srbska, dočasně přerušil studium v Athénách a 6. října dorazil do Koviljského monastýru. Dne 21. listopadu téhož roku byl rukopoložen na jeromonacha.
Byl jmenován igumenem Koviljského monastýru. Jeho jmenováním byla započata obroda monastýru, kdy části monastýru byly restaurovány.
Snažil se aby život mnichů a liturgie byl veden podle pravé mnišské spirituality Svatohorských monachů. Monastýr se stal rozpoznatelným díky používání byzantského církevního zpěvu a otevřenosti společnosti.
Dne 14. května 1999 byl na Archijerejském soboru srbské pravoslavné církve zvolen vikarijní biskupem bačským a biskupem egerským (Eger, město v Maďarsku). Dne 13. června proběhla v soboru svatého Jiří v Novém Sadu jeho biskupská chirotonie. Svěcení provedli patriarcha srbský Pavel, metropolita elassonský Basileios (Kolokas) (Řecká pravoslavná církev), metropolita servijský a kozanský Amvrosios (Jakalis) (Řecká pravoslavná církev), biskup zvornicko-tuzlanský Vasilije (Kačavenda), biskup sremský Vasilije (Vadič), biskup banátský Chrizostom (Stolič), biskup bačský Irinej (Bulovič), biskup vraňský Pachomije (Gačič), biskup osječkopolsko-baraňský Lukijan (Vladulov), biskup braničevský Ignatije (Midič), biskup mileševský Filaret (Mičevič), biskup dalmácijský Fotije (Sladojevič) a biskup humský a vikarijní biskup zahumljesko-hercegovinské eparchie Grigorije (Durič).
Roku 2002 se stal předsedou ředitelů srbské ekonomické společnosti „Privrednik“ v Novém Sadu, kde se konkrétně začal zabývat získáváním finančních prostředků na stipendia pro nadané srbské žáky a studenty.
Roku 2004 obhájil svou doktorskou disertační práci na univerzitě v Athénách.
Z iniciativy biskupa Porfirija byly vytvořeny čtyři terapeutické komunity pro léčbu drogové závislosti, nazvané „Země živých“. Od založení první komunity v roce 2005, do začátku roku 2021, prošlo téměř 4000 lidí těmito unikátními léčebnými centry, kde se prolínají znalosti a dovednosti lékařské vědy se staletou pravoslavnou duchovní zkušeností.
Přednášel na různých místech, zejména o sektách a účastnil se různých televizních vysílání. Byl také předsedou správní rady agentury pro rozhlasové a televizní vysílání.
Byl prvním biskupem Srbské pravoslavné církve, který byl pověřen organizací náboženského života v srbské armádě (2010-2011).

### Metropolita záhřebsko-lublaňský
Dne 24. května 2014 byl Svatým synodem srbské pravoslavné církve zvolen metropolitou záhřebsko-lublaňským. Dne 13. července byl v soboru Proměnění Páně v Záhřebu povýšen na metropolitu.
Jako metropolita udržoval přátelské a kolaborativní vztahy s řadou představitelů římskokatolické církve a dalších náboženských společností, jakož i s mnoha vědeckými a kulturními pracovníky v Záhřebu.
Dokončil obnovu monastýru Lepavina, jednoho z nejstarších duchovních center pravoslavného lidu v Chorvatsku.

### Patriarchát
Dne 18. února 2021 ho Archijerejský sobor, který se konal v chrámu svatého Sávy zvolil patriarchou srbským. Dalšími kandidáty byli biskup Irinej (Bulovič) a biskup Jefrem (Milutinovič). Téhož dne mu písemně blahopřáli konstantinopolský patriarcha Bartoloměj I. a moskevský patriarcha Kirill. Dopis s blahopřáním odeslal také za Ukrajinskou pravoslavnou církev metropolita kyjevský a celé Ukrajiny Onufrij (Berezovskij).
Slavnosti intronizace proběhla 19. února 2021 v soboru svatého archanděla Michaela v Bělehradě. Intronizace na pećský stolec a v Kosovu proběhla dne 14. října 2022. Intronizace se zúčastnil arcibiskup ochridský a makedonský Stefan a metropolita budapešťský a maďarský Ilarion (Alfejev).